# محلية وادي صالح

محلية وادي صالح/ خريطة السودان

محلية وادي صالح هي أحد محليات ولاية غرب دارفور، السودان.